# Stara Bohdanivka (Kirove), Mîkolaiiv
Stara Bohdanivka (în ucraineană Стара Богданівка) este un sat în comuna Kirove din raionul Mîkolaiiv, regiunea Mîkolaiiv, Ucraina.

## Demografie
Componența lingvistică a localității Stara Bohdanivka
     Ucraineană (92,6%)
     Rusă (7,4%)
Conform recensământului din 2001, majoritatea populației localității Stara Bohdanivka era vorbitoare de ucraineană (92,6%), existând în minoritate și vorbitori de rusă (7,4%).